# ألترا/التابع
هو المصطلح الذي يدل في السياسة بشكل عام على موالاة الاتجاه اليمين المتطرف. ويمكن أيضا تطبيق هذا المصطلح على الأفراد، التصرفات العنيفة، أو على الأيديولوجيات.
وقد استخدم مصطلح ألترا لأول مرة في فرنسا كاختصار لكلمة (تابع/موالي للعائلة المالكة)، وهي أيضا التسمية التي أطلقت على التابعين لحزب استعادة الملكية عام 1815 بقيادة الكوندي دي ارتوا (كارلوس العاشر لاحقاً) والذين تمتعوا أو تميزوا بمواقف أكثر تطرفا من أفراد العائلة المالكة.
لقد تم إطلاق هذا المصطلح أيضا خلال حرب الجزائر (1954-1962) على الموالين للسياسة الاستعمارية أياً كانت الظروف، هذا وكما تصف رواية (التابع/الموالي) للكاتب لهاينرش مان عام 1919 شخصية أيديولوجية اليمين المتطرف عند الطبقة الوسطى الألمانية والتي منها نشأت النازية. في النهاية، فإن مصطلح التابعون أو بارا برافا يتم إطلاقه على بعض الأندية الرياضية التي تتصف بالعنف، والذي يعرف في الدول الأنجلوسكسونية بالتعصب الرياضي.
وبالإضافة إلى مصطلح ألترا أو التابع الذي دل فيما سبق على السياسة المتطرفة، فقد دل مصطلح ألتراس بعد ذلك على عدة مفاهيم التي يعود جزء منها لمشجعي الأندية الرياضية. أصل حركة (ألتراس) مختلف عليه بين مشجعي بعض الاندية من مختلف البلدان والذين يختلفون على تاريخ التأسيس. هذا وقد ارتفع مستوى الخلاف بينهم بسبب اتجاه معاصر لتصنيف كل المجموعات (الرياضية) الداعمة على أنها تابعة لحركة (ألتراس).
أما المجموعات الداعمة، خلافا للألتراس كانت موجودة في البرازيل منذ عام (1939) عندما تأسس أول اتحاد لكرة القدم. وكإلهاماً من اتحاد كرة القدم و المناظر الملونة في كأس العالم لعام (1950)، قام داعمو نادي (هاج دوك) بإنشاء اتحاد (سبليت) بتاريخ 28 تشرين الأول عام 1950. و يعتبر هذا الاتحاد من أقدم الاتحادات الموجودة في أوروبا.
هذا و تعد إيطاليا من إحدى الدول التي لديها علاقة قوية مع حركة (ألتراس)، حيث تأسست أول مجموعة ألتراس إيطالية الأصل في عام (1950)، هذا وقد شهدت فترة الستينات من القرن الماضي ازدهار لهذه الحركة. استخدم مصطلح (ألتراس) كاسم لأول مرة في عام (1969) عندما أسس مشجعو فريق سامبدوريا أسلوب الدعم هذا، والذي أصبح مرادفاً لكرة القدم الإيطالية، حيث تطور خلال فترة السبعينيات من القرن الماضي وأنشأت العديد من المجموعات بحيث أصبح دعم مجموعات (ألتراس) ظاهراً أكثر مقارنة بالأسلوب التقليدي. هذا وكما ظهرت العروض الراقصة، الرايات الخاصة بالأفرقة، الرموز، أعلام ضخمة الحجم، الطبول، والألعاب النارية كطريقة لإظهار الدعم لهذه المجموعات على أعلى مستوى.
وقد شهد هذا العقد أيضاً العديد من أعمال العنف والاضطرابات في المجتمع الإيطالي مع بداية حركة الألتراس الذي أدى إلى تقييدها منذ بدايتها. كما انتشرت حركة (ألتراس) في أوروبا خلال فترة الثمانينيات و التسعينيات وفترة الألفين، ابتداءً بالدول الأقرب جغرافياً لإيطاليا.